# Jelcz D120
Jelcz D120 – autobus dalekobieżny, produkowany przez Jelczańskie Zakłady Samochodowe w Jelczu-Laskowicach.

## Historia
Rok 1989, będący ważną datą przełomów ustrojowych w Polsce, stał się dla Jelcza okresem prezentacji kilku ciekawych konstrukcji. Pierwszą nowością był autobus dalekobieżny Jelcz D120. Stylistyka pojazdu była identyczna, jak w przypadku produkowanego pojazdu PR110D, podobnie jak wymiary zewnętrzne (12 000 mm długości, 2500 mm szerokości oraz 3180 mm wysokości). Nie zmieniła się również konstrukcja nośna, którą nadal stanowiła przestrzenna rama kratownicowa, integralnie związana ze szkieletem nadwozia. Poszycie zewnętrzne wykonane zostało z wytłoczek stalowych oraz blachy. Zawieszenie kół przednich było niezależne – zastosowano wahacze poprzeczne nierównej długości, sprężyny śrubowe, miechy pneumatyczne oraz amortyzatory teleskopowe i stabilizator. Do zawieszenia mostu tylnego posłużyły resory, miechy powietrzne, amortyzatory teleskopowe i stabilizator.
Jelcz D120 napędzany był jednakże całkowicie inną jednostką – pochodzącym z Czechosłowacji silnikiem o zapłonie samoczynnym LIAZ, zabudowanym poziomo za tylną osią. W zależności od odmiany oferowanego modelu, stosowano dwa typy silników. Autobus Jelcz D120 Lux, posiadający 46 miejsc pasażerskich, napędzany był jednostką typu ML637 o mocy maksymalnej 257 KM. Natomiast Jelcz D120 w odmianie Standard, mogący pomieścić jednorazowo 51 pasażerów, otrzymał silnik typu ML636 o maksymalnej mocy 207 KM. Obie wersje wyposażone zostały w mechaniczną skrzynię biegów o pięciu przełożeniach typu PRAGA 5P80.49. Identycznie jak w przypadku Jelcza PR110D, poszczególne wersje modelu D120 – Lux oraz Standard – posiadały odmienne wyposażenie. Odmiana Standard wyposażona była w przesuwne górne szyby okien bocznych, dwa elektryczne wentylatory wyciągowe oraz dwie klapy dachowe, posiadała ponadto uboższe wyposażenie wnętrza oraz fotele pasażerskie pozbawione opcji odchylania. Przeznaczona była głównie dla przedsiębiorstw PKS. Odmiana Lux posiadała natomiast dodatkowo kanały nawiewne z wentylatorami elektrycznymi i indywidualnymi nawiewami na każde miejsce pasażerskie oraz uchylne fotele typu lotniczego. Zrezygnowano tu natomiast z przesuwnych szyb w oknach bocznych. Ze względu na różnice w wyposażeniu oraz jednostkach napędowych, autobusy D120 Lux i Standard posiadały różne masy własne, które wynosiły odpowiednio 10 800 kg (Lux) i 10 500 kg (Standard). Prędkość maksymalna dla obu wersji wynosiła 95 km/h, chociaż niektóre źródła podają wartość 103 km/h.
Jelcz oferował autobusy D120 równolegle z pojazdami typu PR110D. Obie konstrukcje zdobyły niemałą popularność szczególnie wśród przedsiębiorstw PKS. Jeszcze w roku 1989 Biuro Podróży ORBIS zakupiło 49 autobusów PR110D Lux, a 30 następnych zamówili Chińczycy. W odmianach Lux obu pojazdów wprowadzono opcję montażu toalety na zwisie tylnym z lewej strony oraz klimatyzatora przestrzeni pasażerskiej. Jelcz D120 oferowany był do roku 1992, kiedy to zakończyła się współpraca pomiędzy JZS a czeskim LIAZ-em, obejmująca dostawy silników oraz skrzyń biegów.
Dalekobieżne Jelcze w okresie przełomu ustrojowego w Polsce stały się ciekawą propozycją dla powstających wówczas nowych prywatnych firm przewozowych. Jednakże możliwość importu używanych autobusów z zagranicy stała się dla JZS poważnym zagrożeniem. Neoplany, MAN-y, Setry, czy Mercedesy, chociaż niejednokrotnie mocno wyeksploatowane, posiadały bogate wyposażenie wnętrza, pojemniejsze bagażniki (autobusy wysokopokładowe) i kusiły prywatnych importerów stosunkowo niską ceną.